# Музей пограничных войск
Центральный пограничный музей Федеральной службы безопасности Российской Федерации — музей в городе Москве, структурно входит в Пограничную службу ФСБ России.

## О музее
Здание музея построено в 1908 г. по проекту архитектора Н.П. Евланова. Музей основан 8 (21) февраля 1914 года при штабе Отдельного корпуса пограничной стражи в Санкт-Петербурге. С 20 декабря 1932 года музей воссоздан в Москве.
В фондах музея хранятся коллекции фото- и документальных материалов по истории пограничной стражи России пограничных войск ВЧК-ГПУ-ОГПУ-НКВД-МВД-КГБ. Имеются материалы первого председателя ВЧК Ф. Э. Дзержинского и его заместителя, в дальнейшем председателя ОГПУ (1926—1934 гг.) В. Р. Менжинского. В музее собрана коллекция фотокопий документов об организации и развитии пограничной службы в СССР с 1918 года. Имеются карты и схемы различных участков границ СССР.
В фондах музея находится около 60 тысяч музейных предметов и коллекций. Это документы, знамёна, оружие, воинское снаряжение и обмундирование, картины, фото, видео и киноматериалы, которые охватывают весь исторический период существования пограничной службы России.

## Вехи истории
- Основан в феврале 1914 года при Штабе Отдельного корпуса пограничной стражи в С.-Петербурге, однако через несколько месяцев прекратил свою деятельность.
- Воссоздан в ноябре 1932 года в ведении Главного политического управления пограничной охраны и войск ОГПУ-НКВД СССР.
- В мае 1935 года передан в ведение Высшей пограничной школы НКВД СССР.
- С сентября 1935 года музей в составе Особой мотострелковой дивизии особого назначения им. Ф. Дзержинского (ОМСДОН).
- В 1939 году переведен в Главное управление погранвойск НКВД СССР.
- Во время Второй мировой войны эвакуирован в Ташкент.
- После возвращения в Москву в июне 1943 года становится Музеем войск НКВД-МВД СССР.
- С марта 1957 года — Музей погранвойск КГБ СССР (позднее — Министерства государственной безопасности СССР).
- В 1977 году получил статус Центрального музея погранвойск.
- После реформирования в 1991 году структур бывшего КГБ СССР управление погранвойсками выделено в самостоятельную федеральную службу музей перешёл в её ведение и в 1997 году получил название Центральный музей Федеральной пограничной службы Российской Федерации. Затем Центральный пограничный музей ФСБ России.

## Особая информация
В музее проводятся сборы с офицерами пограничной службы, торжественные мероприятия. В зале славы музея проходят торжественные мероприятия по награждению государственными наградами и премиями офицеров, прапорщиков и ветеранов пограничной службы России.

## Награды, премии
- Почётная грамота Президиума Верховного Совета РСФСР (1982)[2]
- Премия ФСБ России (номинация «Изобразительное искусство», 2007) — за популяризацию героической истории отечественных пограничных органов, создание высокохудожественной экспозиции, посвященной истории охраны и защиты границы Российского государства.
- Благодарность Министра культуры Российской Федерации (18 февраля 2004 года) — за большой вклад в развитие музейного дела, за активную работу по патриотическому воспитанию граждан Российской Федерации и в связи с 90-летием со дня основания музея[3].